# Marec
Marec ali sušec (mesec z najmanjšo količino padavin) je tretji mesec v gregorijanskem koledarju. Ime je dobil po rimskem bogu Marsu.
Izvirno slovensko ime za marec je sušec, hrvaško ožujak, češko březen in poljsko marzec. Druga stara imena so: brezen, breznik, ebehtnik, mali traven, vetrnik, sušnik, postnik, ceplenjak, brstnik, ranoživen, spomladanjec, tretnik. V prekmurščini mali tráven, in tudi marciuš.

## Prazniki in obredi
- 3. marec - svetovni dan prosto živečih živalskih in rastlinskih vrst
- 8. marec - dan žena
- 10. marec - štirideset mučenikov (rimskokatoliška cerkev)
- 14. marec - dan pi
- 15. marec - Honen Macuri (šintoizem)
- 19.–22. marec - pričetek koledarske pomladi
- 22. marec - svetovni dan voda
- 25. marec - materinski dan